# Anna Górnicka-Antonowicz
Anna Górnicka-Antonowicz, född den 24 juni 1968, är en polsk orienterare som tog EM-brons på kortdistans 2000.